# Yên Hân
Yên Hân là một xã thuộc huyện Chợ Mới, tỉnh Bắc Kạn, Việt Nam.

## Địa lý
Xã Yên Hân có vị trí địa lý:
- Phía bắc giáp xã Yên Cư
- Phía đông giáp xã Yên Cư và tỉnh Thái Nguyên
- Phía nam giáp xã Bình Văn
- Phía tây giáp xã Bình Văn và xã Nông Hạ.

Xã Yên Hân có diện tích 26,64 km², dân số năm 2019 là 1.786 người, mật độ dân số đạt 67 người/km².
Yên Hân có tuyến đường liên xã Yên Đĩnh-Yên Cư nối đến quốc lộ 3 chạy qua địa bàn. Yên Hân có suối Nà Làn hay suối Nà Hoằng chảy trên địa phận.

## Hành chính
Xã Yên Hân được chia thành 10 xóm bản: Chà Lấu, Nà Làng, Nà Sao, Chợ Tinh 1, Chợ Tinh 2, Nà Đon,
Nà Giáo, Bản Mộc, Thôm Chầu, Tát Vạ.